# Goodnews Bay (Alaska)
Goodnews Bay ist ein Ort mit dem Status einer City in der Bethel Census Area in Alaska. Das U.S. Census Bureau hatte bei der Volkszählung 2020 eine Einwohnerzahl von 258 ermittelt. Das Eskimo-Dorf liegt im Yupik-Sprachenraum.

## Geographie
Goodnews Bay befindet sich im Südwesten von Alaska an der gleichnamigen Bucht an der Mündung des Goodnews River. Der etwa zehn Meter über dem Meeresspiegel gelegene Ort befindet sich 186 km südlich vom Verwaltungszentrum Bethel. Nordöstlich von Goodnews Bay erhebt sich der 236 m hohe Mumtrak Hill. Goodnews Bay liegt zwischen den Flussmündungen von Tunulik River im Norden und Goodnews River im Süden. Weiter nördlich erheben sich die Kiglapak Mountains, weiter südlich eine weitere etwa 600 m hohe namenlose Gebirgsgruppe, in der sich eine Lagerstätte verschiedener Mineralien befindet. 18 km südwestlich, an der Basis der südlichen Landzunge der Goodnews Bay, befindet sich Platinum, der nächstgelegene Ort. Das Gemeindegebiet von Goodnews Bay ist vom Schutzgebiet Togiak National Wildlife Refuge umgeben. Goodnews Bay verfügt über den Flugplatz Goodnews Bay.

## Geschichte
Die Yupik-Eskimos nannten das Dorf „Mumtraq“. Anfang der 1920er Jahre war die Gemeinde gezwungen, wegen Sturmfluten und andauernden Überflutungen an einen neuen Standort umzuziehen. 1926 wurde Weißgold-Platin südlich von Goodnews Bay gefunden. In der Folge strömten Bergarbeiter in die Region und es wurde die Goodnews Bay Mining Company gegründet. In den 1930er Jahren wurde eine staatliche Schule gegründet und ein Postamt eröffnet. Am 9. Juli 1970 erhielt der Ort den Status einer „City“. Die Bevölkerung praktiziert noch heute ihre alten Bräuche. Die Gemeinde lebt hauptsächlich von Subsistenzwirtschaft. Der Verkauf, die Einfuhr und der Besitz von Alkohol sind in Goodnews Bay verboten.

## Demografie
Zum Zeitpunkt der Volkszählung im Jahre 2020 (U.S. Census 2020) hatte Goodnews Bay 258 Einwohner auf einer Landfläche von 8,63 km². Von den Einwohnern waren 13 Weiße sowie 233 amerikanisch-indianischer Abstammung.
Beim Zensus im Jahr 2000 wurden 230 Einwohner gezählt, 2010 waren es 243. Die Bevölkerungsentwicklung war in den letzten Jahren ansteigend.